# デイビッド・グロス
デイビッド・ジョナサン・グロス（David Jonathan Gross [ɡroʊs]、1941年2月19日 - ）は、アメリカ合衆国の理論物理学者。カリフォルニア大学サンタバーバラ校カブリ理論物理学研究所所長。2004年に、フランク・ウィルチェック 、H. デビッド・ポリツァーとともに「強い相互作用の理論における漸近的自由性の発見」の功績によりノーベル物理学賞を受賞した。

## 経歴
ワシントンD.C.生まれ。1962年、イスラエルのヘブライ大学を卒業。1966年、カリフォルニア大学バークレー校でPh.D.を取得。
フランク・ウィルチェックと共に、素粒子の強い相互作用を記述する量子色力学の漸近的自由性（高エネルギーになるほど相互作用が弱くなる）を発見した。
超弦理論の一つであるヘテロティック弦理論の構成などの功績もある。長らくプリンストン大学に勤めエドワード・ウィッテンやニキータ・ネクラソフなどの優秀な後進を育てた。

## 受賞歴
- 1986年 J・J・サクライ賞
- 1988年 ICTPのディラック・メダル
- 2000年 オスカル・クラインメダル、ハーヴェイ賞
- 2003年 高エネルギー・素粒子物理学賞
- 2004年 グランドメダル、ノーベル物理学賞